# Mennewitz (Schlöben)
Mennewitz ist ein Ortsteil der Gemeinde Schlöben im Saale-Holzland-Kreis in Thüringen.

## Geografie

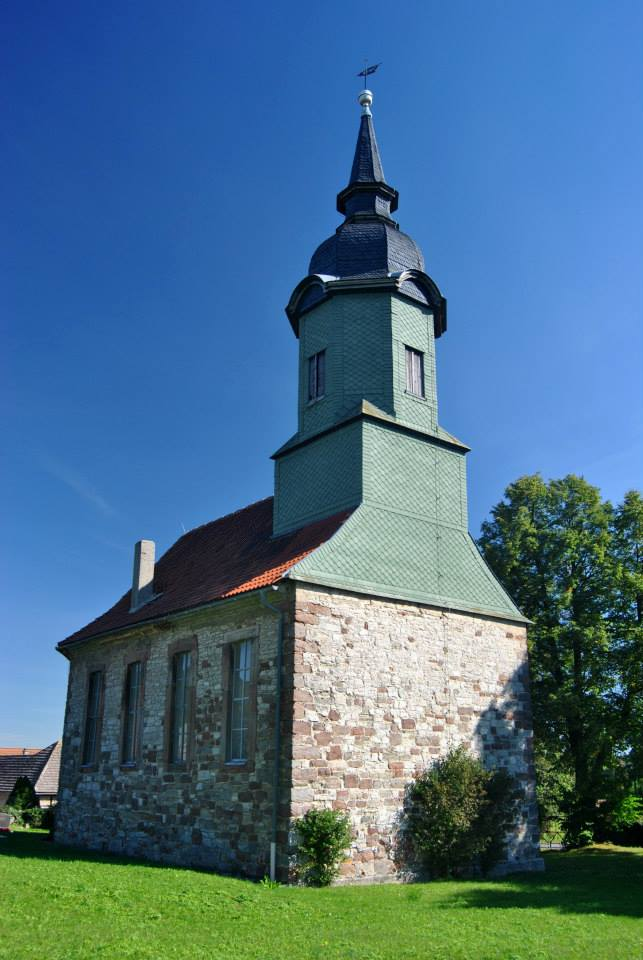
Kirche

Das von Sorben als Rundling angelegte Dorf liegt in einem flachen muldenförmigen Tal am Fuße des Bergstockes Wöllmisse zwischen Schlöben und Schöngleina. Etwa 500 m südlich führt die Landesstraße 1076 von Jena nach Eisenberg vorbei. Früher war dieser Teil um Schlöben eine alte Handelsstraße. Auf dem südöstlichen Plateau der Wöllmisse befindet sich der Flugplatz Jena-Schöngleina.

## Geschichte
Die urkundliche Ersterwähnung fand 1279 statt.
1358 übergaben die Herren von Lobdeburg-Leuchtenburg das damalige Vorwerk dem Kloster Roda. 1546 verkaufte das Kloster Mennewitz an die Herren von Bünau zu Schlöben. Infolge des Dreißigjährigen Krieges verarmte das Dorf. Die Gemeinde konnte aber 1596 Grundstücke kaufen, so dass 1653 wieder zwölf Bauernhöfe wirtschaftsfähig waren.
Die Landwirtschaft prägte und prägt heute noch das Dorf. Jetzt befindet sich in Mennewitz eine Milchviehanlage, die gemeinschaftlich mit den Nachbardörfern bewirtschaftet wird. 1998 wohnten im Dorf 76 Einwohner.